# Скандирование аукциониста
Сканди́рование аукциони́ста, речитати́в аукциони́ста (англ. auction chant, также англ. bid calling, the auction cry, the cattle rattle, auctioneering) — метод быстрой речи, который используется аукционистами в большинстве аукционов по продаже скота и других аукционах в США. Заключается в ритмичном и распевном повторении чисел (текущая ставка и запрос более высокой) и слов-связок. Быстрое скандирование позволяет продать больше лотов в ограниченное время.
Как правило, каждый аукционист имеет собственную манеру речитатива, между аукционистами проводятся чемпионаты по проведению аукционов в этом стиле. Скандирование аукциониста вышло за пределы аукционов и использовалось в музыке, рекламных роликах и кино.

## Описание
В скандировании повторяются два числа, связанные с продажей товара. Это текущее предложение и второе — сумма следующего предложения, которое перебьет текущее.
Для того чтобы сделать речь плавной и ритмичной, между числами аукционисты вставляют слова-связки. Слова-связки создают своеобразные паузы, во время которой аукционисты и участники аукциона могут подумать между ставками. Слова-связки используются, чтобы делать заявления, задавать вопросы или просто помогают создать ритм в речитативе. Типичные слова-связки, которые преподают в школах аукционеров, это «dollar bid», «now» и «will ya' give me?».
Типичное скандирование, которому обучают начинающих аукционистов, следует схеме «One dollar bid, now two, now two, will ya' give me two? Two dollar bid, now three, now three, will ya' give me three?» () и продолжается до тех пор, пока лот не будет продан. Часто перед окончанием торга аукционист объявляет: «Going once, going twice, sold!» («раз, два, продано!») или «Going, going, gone!» («едем, едем, ушел!»), а затем объявляет победителя и делают удар молотком.
Из-за того что слова-связки произносятся неотчетливо, сливаясь вместе, возникает иллюзия, что аукционист быстро говорит, что создает больше волнения и нагоняет ажиотаж у участников аукциона.
Пример скандирования:

Кто даст мне сто долларов? Сто долларов предложение, теперь двести, теперь двести, кто даст мне двести? 

Двести долларов ставка, теперь триста, сейчас триста, кто даст мне триста? 

Двести, двести с половиной, двести пятьдесят, как насчет двухсот пятидесяти? 50? 50? 50? Я понял! 

Как насчет двухсот шестидесяти? Шестьдесят? Шестьдесят? 

У меня есть двести шестьдесят, семьдесят теперь? Как насчет семидесяти? двухсот семидесяти?
Опытные аукционисты с годами, как правило, развивают свой собственный стиль скандирования со своими уникальными словами-связками, ритмом и скоростью распева. Часто скандирование дополняется выкриками букмекера, который помогает аукционисту в проведении аукциона. Аукционисты на аукционах по продаже животных отличаются своей высокой скоростью скандирования.

## Соревнования по скандированию
Среди аукционистов проводятся чемпионаты по скандированию, которые определяют региональных или мировых чемпионов на основе скорости, выразительности и разборчивости речи. Букмекеры также могут принимать участие в соревнованиях.
Чемпионаты популярны в области аукционов по продаже автомобилей и животных, но не ограничивается ими.
В Национальной ассоциации Аукционистов США , а также ассоциациях отдельных штатов проводятся ежегодные соревнования по скандированию аукционистов («bid calling competitions»), отдельно организуются соревнования букмекеров.

## В популярной культуре
Скандирование аукциониста нашло отражение в области музыки и развлечений. Например, такие хиты как песня 1956 года «The Auctioneer» Лероя Ван Дайка, посвященная его родственнику-аукционисту, или сингл 1995 года «Sold (The Grundy County Auction Incident)» Джона Майкла Монтгомери. В рекламных роликах сигарет Лаки Страйк играют табачные аукционисты, их фраза «Sold American!» попала в фильм 1940 года «Его девушка пятница».
Скандирование аукциониста стало объектом исследования Вернера Херцога в документальном фильме 1976 года «Заметки о новом языке».